# 宮本慎也
宮本 慎也（みやもと しんや、1970年11月5日 - ）は、大阪府吹田市出身の元プロ野球選手（内野手）、プロ野球コーチ。元日本プロ野球選手会会長。日本プロ野球名球会理事。
現役時代は一貫して、ヤクルトスワローズ→東京ヤクルトスワローズに在籍。アテネオリンピック野球日本代表（2004年）・北京オリンピック野球日本代表（2008年）ではキャプテンを務め、2009年から現役最終年の2013年までは、一軍打撃コーチも兼務した。2014年からは、日刊スポーツの野球評論家やNHKの野球解説者として活動し、2018年と2019年は東京ヤクルトスワローズの一軍ヘッドコーチに就任していた。
シーズン67犠打の日本記録保持者。アテネオリンピック野球の銅メダリスト。
現在の所属事務所は、株式会社トリプルエス。

## 経歴

### プロ入り前
幼少期を愛媛県で過ごす。小学3年の時に軟式野球チームに入る。4年の時に5年のチームに抜擢され投手を務める。
中学ではシニアリーグのチームに入るが、練習で3球投げたところで投手は無理とみなされ内野を守ることになる。小柄だったため無理にでも食べるよう父親に言われ実行した結果、3年になって急激に身長が伸びた。二塁手として出場した全国大会では決勝で敗れたものの、そこでのプレーがPL学園関係者の目に留まり、受験を勧められる。
進学したPL学園では1学年上に立浪和義・片岡篤史・橋本清・野村弘樹が、1学年下に野々垣武志が、2学年下に入来祐作がいた。体格では劣るため守備力で遊撃手のレギュラーを取ろうと考え、同じ遊撃手の中村順司監督に指導を受け、夜も一人で練習を続けた。その練習はボールの動きを想定したもので、ボールに向かって走り、捕って投げるという動作を繰り返した。優勝した1987年の第69回全国高等学校野球選手権大会にはチーム唯一の2年生として出場。決勝戦では三塁手として先発出場し安打も放った。3年になると大学や社会人野球チームから勧誘を受け、その中でも早くから誘われていた同志社大学に進む道を選ぶ。
関西学生野球リーグでは1990年春季のリーグ戦で首位打者、ベストナイン遊撃手。エース杉浦正則、PL時代の先輩でもある片岡篤史を擁し、1990年秋季リーグで7年ぶりの優勝を飾る。続く明治神宮野球大会でも決勝で立教大学を降し優勝。リーグ通算83試合出場、282打数88安打、打率.312、3本塁打。4年になるといくつかのプロ球団からドラフト指名の挨拶を受けるが、いずれも4位か5位での指名というものだった。同大の野口真一監督から「社会人野球で力をつけてからプロ入りしたほうが良い。一般社会での経験もプラスになる」とのアドバイスを受けて監督がOBであったプリンスホテルに入社。1年目に都市対抗野球に出場。2年目の日本選手権では斉藤貢投手らの活躍でベスト8。野球のオフシーズンにはホテル従業員としての仕事もこなした。同僚には後にプロでコーチとして指導することになる奥村展征の父・伸一や展征を高校時代に指導した荒木準也（日大山形高監督）らがいた。
1994年のドラフト会議前にヤクルトスワローズの逆指名を表明。ドラフトではヤクルトが2位指名で交渉権を獲得し契約金1億円、年俸1200万円（金額は推定）で入団した。なお、入団時に背番号「5」と「6」が提示されたが、当時ヤクルトスワローズを舞台とした映画『ヒーローインタビュー』を見ていたため、同作品の主人公がつけていた「6」を選んだ。なお逆指名した理由の一つに、正遊撃手の池山隆寛がFA移籍の可能性が高かったため、ヤクルト球団は即戦力の遊撃手がどうしても欲しいと言うことで逆指名したのだが、池山は残留したため半ば騙されたと日本プロ野球名球会のYouTubeチャンネルにて語った。

### ヤクルト時代

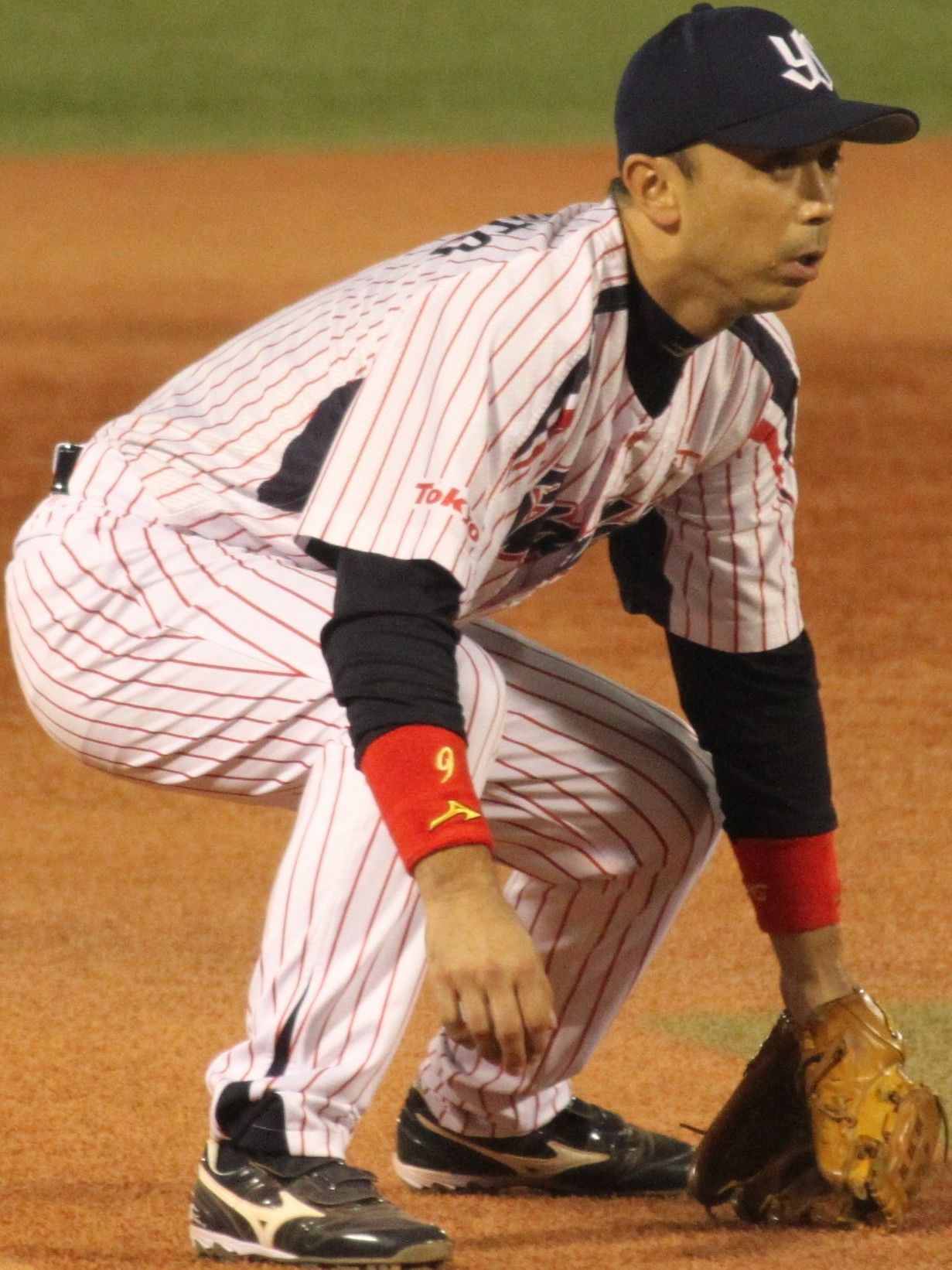
三塁手の守備に就く宮本慎也

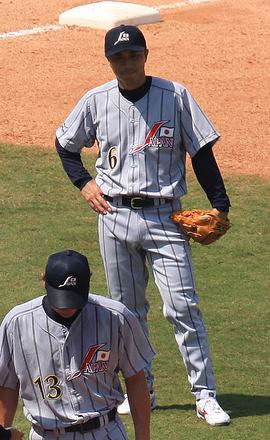
北京オリンピック代表チーム時代の宮本慎也
（2008年）

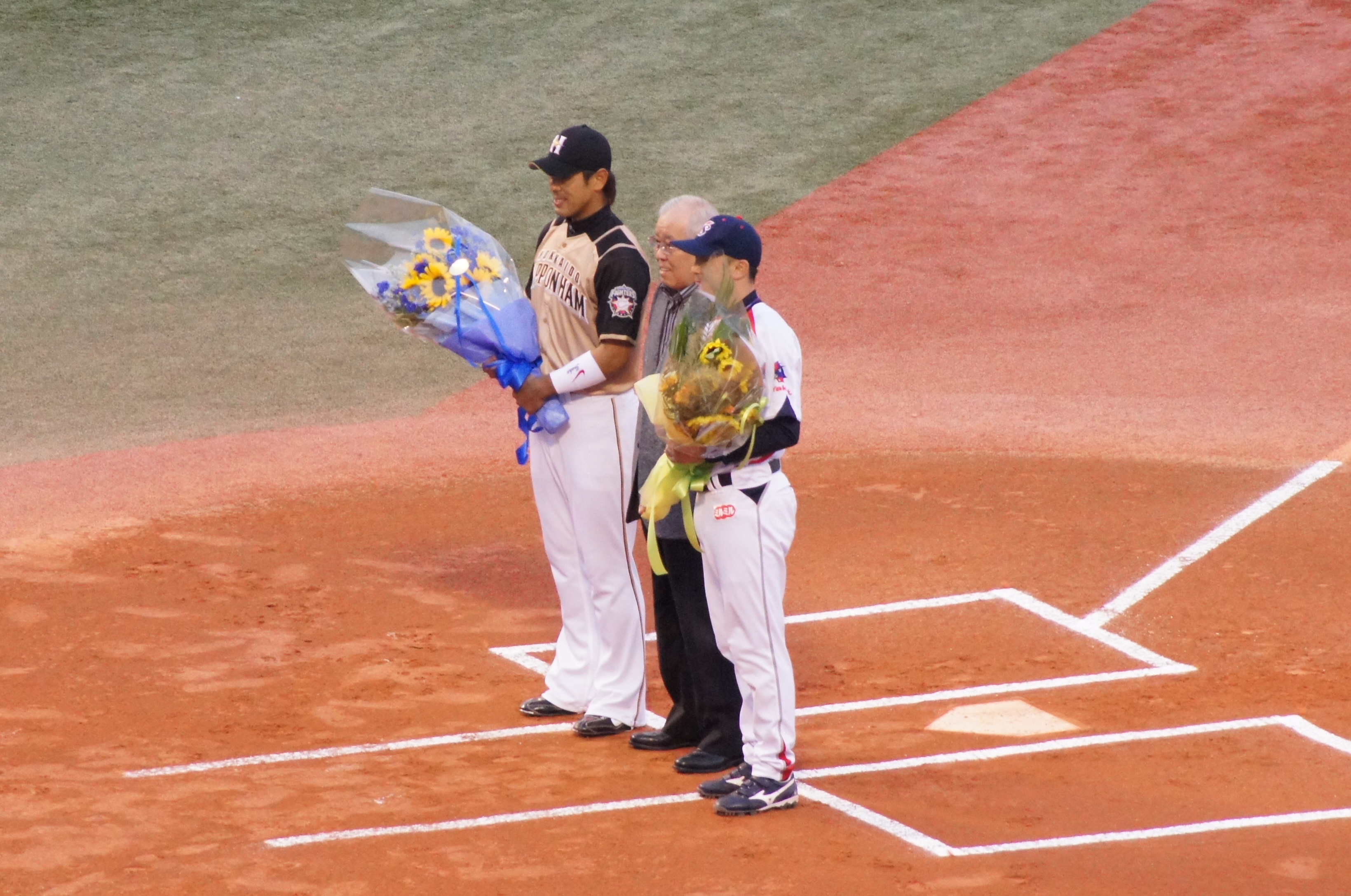
宮本と同期入団の稲葉篤紀の2000本安打達成セレモニーにて。入団時の監督野村克也と（2012年5月30日）

1995年は主に二塁手の守備固めとして出場。日本シリーズにも全試合途中出場を果たしている。
1996年には池山隆寛に代わって遊撃手として出場するようになり、シーズン後半には完全に固定されたが、打順ではヤクルトの野手陣の層の厚さから8番を務めることが多かった。
1997年にはゴールデングラブ賞を受賞する。脱税行為をしていたことが発覚し刑事告発を受ける。判決公判で懲役10カ月、執行猶予3年、罰金350万円の有罪判決が言い渡された。
1998年の開幕日から4週間の出場停止と制裁金100万円の処分を受けた。球団は開幕前日に代役として日本ハムファイターズから城石憲之を獲得した（交換要員は捕手の野口寿浩）。出場停止処分が明けた後はレギュラーとして出場した。
1999年のキャンプで臨時コーチを務めた中西太からアドバイスを受けて努力した結果、2番としての出場も多くなる。
2000年に初めて打率3割を記録した。後2012年にプロ通算2000安打を達成した際に「通算300本ぐらいの時に、中西太さんと出会った。それがなければ、2000本になんて到底届かなかったと思います」と語っている。
2001年には2番打者として固定され67犠打でシーズン最多犠打の日本記録を打ち立てるなど、ヤクルトの日本一に貢献。ちなみに、シーズン67犠打は世界タイ記録でもある（1917年にレイ・チャップマンがメジャーリーグベースボールのシーズン最多犠打記録67を樹立）。1999年から2003年まで5年連続でゴールデングラブ賞を受賞した。
2004年はアテネオリンピック野球日本代表の主将を務めたため、出場数を90試合に減らしたものの打率.301、キャリアハイとなる11本塁打、26打点を記録した。
2005年は1番打者に指名されるが、2番を打っていた青木宣親が台頭したため入れ替わりで2番に戻る。同年オフ、日本プロ野球選手会会長だった古田敦也が選手兼任監督になったため、会長職を引き継がれた。
2006年は開幕から好調だったが、怪我での2度の離脱により73試合出場に留まった。
2007年、手薄な野手のリーダーとしても期待され、これまでの出塁・進塁役から、走者を返す役割を期待されることも多くなり5番や6番での出場が多くなった。その重圧にも負けず3割5本塁打の活躍。しかし、この年の巨人の優勝決定試合では巨人の一打サヨナラのチャンスにおいて清水隆行のゴロをとった後に一塁へ悪送球をしてしまい、優勝を決定させるサヨナラタイムリーエラーを犯してしまった。シーズンオフには再び日本代表のキャプテンに指名され、チーム首脳陣と選手をつなぐ重要な役割を果たした。星野仙一監督からは「成績に関係なく代表に選ぶつもりだった」と絶大な信頼を寄せられており、またナインからも監督の次に胴上げされている。契約更改では球団社長にスコアラーの増強や二軍室内練習場の早期設置などチーム強化を直訴した。
2008年はシーズン途中から三塁手にコンバートされる。シーズンオフの契約更改で39歳の2010年のシーズンまで年俸2億2000万円をベースに、各年最大8000万円の出来高で合意した（金額は推定）。また将来の監督候補のため来シーズンから一軍打撃コーチ兼内野手として、指導者としての第一歩を踏み出すことになった。ちなみに幅広く経験を積むために打撃や守備・走塁などの担当部門に分けず全てを指導していくこととなった。コーチ就任により3年続けてきた日本プロ野球選手会会長職は同年オフ、新井貴浩に譲っている。
2009年は三塁手に固定されたが、他の選手の故障などで遊撃を守ることもあった。打順は主に6番だったが、青木宣親の不調時にはさまざまな打順をこなした。三塁手で守備率.993を記録し、三塁手として初めてゴールデングラブ賞を受賞し、遊撃手での受賞とあわせると、7度目の受賞となった。
2010年は前年とほぼ同じ起用となった。前年に続き、2年連続で2度目の三塁手部門でのゴールデングラブ賞を受賞したが、この年は球足の速い打球やイレギュラーバウンドの処理に苦しむ場面が多く見られ、1996年以来の二桁失策を記録。守備率も.959と前年から4分近く数字を落とした。
2011年は開幕から16試合で14安打を記録し、4月の月間最多安打（22本）、最高打率（.400）を記録し、初めて月間MVPを受賞。40歳5カ月での初受賞はリーグ最年長記録となった。133試合に出場し、打率は3年ぶりの3割となる.302を記録。41歳になる年またはそれ以上の年齢での打率3割越えは史上4人目の記録となった。守っても292回の守備機会で失策をわずか1つに抑え守備率.997を記録し、三塁手の守備率のプロ野球新記録を更新した。また、自身初のベストナインと3年連続のゴールデングラブ賞を受賞（いずれも三塁手として）。40歳11カ月でのベストナイン受賞はセ・リーグ史上最年長、ゴールデングラブ賞受賞はプロ野球史上最年長記録である。37三振は前年の31に続き2年連続セ・リーグの規定打席到達者の中では最少であった。
2012年5月1日の横浜DeNAベイスターズ戦の3回裏に失策をしてしまい、三塁手の連続守備機会無失策のセ・リーグ記録が257で途切れた。5月4日の広島東洋カープ戦（投手福井優也）で、プロ通算2000安打を達成した。41歳5カ月での達成は、41歳4カ月で達成した落合博満の記録を抜く最年長記録であり、大学卒・社会人を経ての2000安打は、かつてチームメイトであった古田敦也に次いで2人目である。また、2000安打到達時点での通算本塁打数59本も新井宏昌の86本を下回る最少記録となった。さらに、1976試合目での2000安打達成は、ヤクルトに同期入団し宮本より6日早く達成した稲葉篤紀（日本ハム）と同じ試合数である。9月26日に史上3人目となる通算400犠打を達成した。名球会入りした打者で通算400犠打を達成したのは宮本が初めてである。10月22日、来シーズンより選手兼任コーチになることが発表された。
2013年は7月以降は代打での出場が多くなっていた。8月25日に今季限りで現役引退することが報道され、翌8月26日に正式に今季限りでの現役引退を表明し、理由について「レギュラーで出られないのは引く時かなと感じた」と述べた。10月4日の対阪神戦（神宮）が引退試合となり、2番遊撃手で先発出場。5打席無安打に終わっているが、11回裏にはあわやサヨナラ本塁打かという大飛球を放つなど延長12回まで出場した。試合後には引退セレモニーが行われている。翌10月5日に登録抹消され、残り試合をコーチとして帯同し、シーズン最終戦の10月8日の対巨人戦（東京ドーム）の試合後に両チームの選手による胴上げが行われている。11月26日に任意引退選手公示。

### 日本代表
2004年のアテネオリンピック野球日本代表では、予選より長嶋茂雄代表監督よりキャプテンの指名を受け、予選では普段守らない二塁手のポジションを危なげなくこなした。予選前のミーティングで「これは一生懸命やって負けたから仕方ないという戦いじゃない。絶対勝つんだ」とナインを鼓舞。地元開催に加え今回からメンバー全員がプロで構成され、アマチュア選手の夢を奪っていることにもなるので、負ければアマチュア球界にも顔が向けられないからと語っている。ちなみに予選突破を決めた後のシャンパンファイトでは「負けなくてよかったね」とも言っている。オリンピックでは遊撃手としての守備、走塁もさることながらチームトップの打率5割と大活躍し、長嶋ジャパンを牽引した。
2006年3月に開催された第1回ワールド・ベースボール・クラシック（WBC）の日本代表に選出された。同大会では背番号が多村仁と重複のため10番をつけた。準決勝の韓国戦では代打として結果を残し、その後の守備では本職ではない三塁手として出場した（守備機会は無し）。決勝のキューバ戦ではその試合で2度失策をした川﨑宗則に代わり、9回に本職である遊撃手として出場した。ただし宮本への交代は前の攻撃の回で川崎がホームへ生還した際、右肘を痛めたためであり、失策が原因で交代したわけではない。
2008年の北京オリンピックでは、前回のアテネに続きキャプテンとしてチームを牽引し金メダル獲得を目指したが4位に終わり「キャプテンとして責任を感じる」と涙で敗戦の弁を語った。

### 引退後
2014年からは、日刊スポーツの野球評論家や、NHKの野球解説者に転身。1月21日には、プロ野球経験者の代表・堀内恒夫（元巨人投手・コーチ・一軍監督、参議院議員）の後任扱いで、日本野球機構の調査委員へ就任することが理事会で承認された。
2015年10月5日に発表された巨人の福田聡志の野球賭博関与問題についてNPB調査委員会として関与する。弁護士が中心の調査委員会にあって選手経験者として大きな役割を担う。
2016年の学生野球資格回復研修を受講した上で、翌2017年2月7日に日本学生野球協会より学生野球資格回復の適性認定を受けたことにより、学生野球選手への指導が可能となる。

### ヤクルトコーチ時代

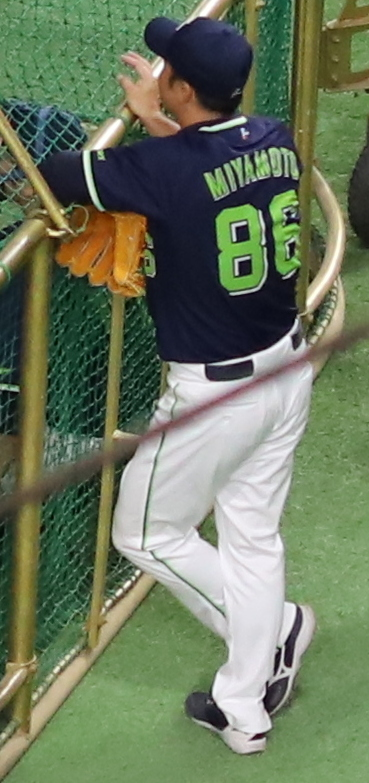
コーチ時代
(2018年9月21日)

2017年10月6日、2018シーズンからの1軍ヘッドコーチ就任が発表される。背番号は86。
2019年は16連敗を喫するなどチームは最下位に低迷し、9月8日に監督の小川淳司とともにヘッドコーチを辞任することを表明した。

### コーチ退任後
ヤクルト退団後の11月に一度失効していた学生野球資格を回復し、12月16日に、東都大学野球連盟所属の東洋大学を指導し、今後も定期的に指導に訪れる事を表明。
2020年から再びNHK野球解説者と日刊スポーツ評論家に復帰する。同年2月19日・20日、この年から始動したプロ野球独立球団・琉球ブルーオーシャンズの臨時コーチとして、春季キャンプで野手特別講義を行った。
2022年秋からは宮本の長男が所属する、東海大菅生高校野球部の臨時コーチに就任。

## 選手としての特徴

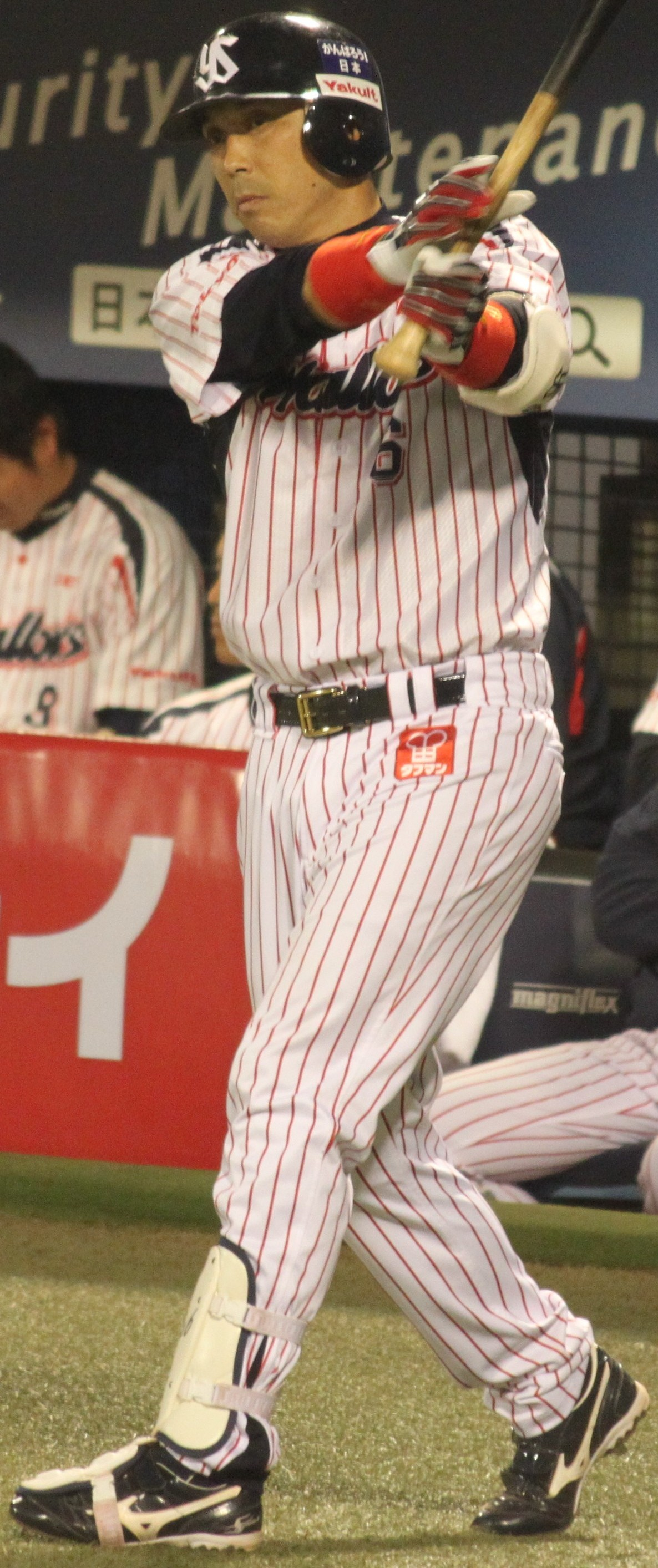
ネクストバッターズサークルの宮本慎也（2013年）

### 打撃
名球会入りしている打者で通算2000安打・400犠打を記録している唯一の選手である（2012年9月26日時点）。際どい球をファールで粘り、甘く入った球をしとめるしぶとい打撃スタイル。左投手との相性が良く、得意としていた投手に高橋尚成、内海哲也を挙げている。その一方で、右のサイドスローやアンダースロー投手との相性が悪く、苦手としていた投手に鈴木義広、梅津智弘、渡辺俊介、牧田和久を挙げている。現役晩年にボールを引きつけ過ぎず、バットを軽く出して当てることで克服したという（上原浩治のYouTubeチャンネルにて）。

### 守備
ゴールデングラブ賞を遊撃手部門で6回、三塁手部門で4回獲得。『週刊ベースボール』実施の「球界200人が選んだ!内野守備ランキング」において遊撃手1位に選出されている。身のこなし、足の運び、球際の強さ、正確な送球と堅実なプレーで、平成を代表する守備の上手い名遊撃手に挙げられる。難しい打球も難なく捌き、どんな体勢からも送球ミスをしないファインプレーに見えないファインプレーも多かった。
現役時代はチームの古田が守備シフトを多用していたが、引退後の川上憲伸の公式YouTubeチャンネルで川上と対談した際に「ピッチャーのことを考えると打ち取ってるのにかわいそう」という理由で守備シフトに対して否定派の立場を示した。

## 人物
プライベートではアダルトビデオ（AV）好き。2004年バラエティーの正月特番に出演をした際、「会ってみたい女優」というテーマに対し及川奈央・朝吹ケイト・星野ひかる等の複数のAV女優の名前を挙げたことがあり、同じくAV好きで知られる松井秀喜 が「あの人はすごい人。奥さんや娘さんがいるのに、テレビで堂々とあんなことが言えるなんて…。オレもまだまだだよ」と舌を巻いたほど。2003年にはアテネ五輪の日本代表合宿で、大量のAVを持ち込み他の選手に配ったこともある。
フランク・ミュラーの腕時計を好み、後輩の選手がプロ初安打を記録した際には同ブランドの時計を贈ることが恒例となっていた。自身の2000安打の際には、高校時代の同級生の時計師と組み、後年、商標権侵害で訴訟にまで発展した「フランク三浦」というパロディ腕時計を立ち上げさせ、関係者に配ったこともある。
ヤクルトの球団マスコットつば九郎と仲が良く、つば九郎からは背番号6にちなみ現役時代から「6さま」と呼ばれている。宮本が現役引退後に立ち上げた会社「ろくさま企画」の社名はこれが由来。2012年オフにつば九郎がFA宣言した際には宮本から「自分で権利を行使したんですから勝手にどうぞ」と冷たくあしらわれ、結局つば九郎は残留宣言をした。
1996年オフに、ヤクルトは巨人を自由契約になった落合博満の獲得に名乗りを上げ、落合には背番号はそれまで宮本が着けている「6」を提示。その時、宮本にはその提示する旨の連絡が無かったことで不快感を示したが、これを知った時には背番号を譲るつもりという考えになり、「3」「9」「10」のどれに変えるか考えていたと明かしたことがある。しかし落合はヤクルトからのオファーを断り（日本ハムへ移籍）、宮本の背番号はそのままとなった。
長男も野球選手で東京都の強豪・東海大菅生高校に所属し、投手としてプレーをしている。入学翌年の2023年春の第95回記念選抜高等学校野球大会に出場している。なお、同大会には、宮本のPL学園高校の先輩に当たる清原和博の次男も慶應義塾高校の選手として出場している。

## 詳細情報

### 年度別打撃成績
| 年 度     | 球 団     | 試 合 | 打 席 | 打 数 | 得 点 | 安 打 | 二 塁 打 | 三 塁 打 | 本 塁 打 | 塁 打 | 打 点 | 盗 塁 | 盗 塁 死 | 犠 打 | 犠 飛 | 四 球 | 敬 遠 | 死 球 | 三 振 | 併 殺 打 | 打 率 | 出 塁 率 | 長 打 率 | O P S |
| --------- | --------- | ----- | ----- | ----- | ----- | ----- | -------- | -------- | -------- | ----- | ----- | ----- | -------- | ----- | ----- | ----- | ----- | ----- | ----- | -------- | ----- | -------- | -------- | ----- |
| 1995      | ヤクルト  | 67    | 57    | 50    | 13    | 11    | 2        | 0        | 0        | 13    | 4     | 3     | 1        | 1     | 0     | 6     | 0     | 0     | 9     | 0        | .220  | .304     | .260     | .564  |
| 1996      | ヤクルト  | 68    | 270   | 238   | 27    | 65    | 8        | 2        | 1        | 80    | 13    | 6     | 0        | 8     | 1     | 19    | 1     | 4     | 39    | 3        | .273  | .336     | .336     | .672  |
| 1997      | ヤクルト  | 115   | 432   | 387   | 44    | 109   | 15       | 3        | 1        | 133   | 33    | 16    | 5        | 6     | 3     | 31    | 10    | 5     | 37    | 11       | .282  | .340     | .344     | .684  |
| 1998      | ヤクルト  | 114   | 402   | 368   | 28    | 95    | 10       | 1        | 1        | 110   | 25    | 5     | 3        | 6     | 1     | 24    | 4     | 3     | 51    | 4        | .258  | .308     | .299     | .607  |
| 1999      | ヤクルト  | 131   | 572   | 501   | 60    | 124   | 14       | 1        | 1        | 143   | 24    | 11    | 4        | 45    | 0     | 23    | 1     | 3     | 40    | 6        | .248  | .285     | .285     | .570  |
| 2000      | ヤクルト  | 136   | 536   | 476   | 39    | 143   | 24       | 4        | 3        | 184   | 55    | 13    | 5        | 19    | 5     | 31    | 10    | 5     | 49    | 7        | .300  | .346     | .387     | .733  |
| 2001      | ヤクルト  | 125   | 578   | 477   | 74    | 129   | 15       | 0        | 1        | 147   | 17    | 11    | 6        | 67    | 1     | 27    | 0     | 6     | 57    | 8        | .270  | .317     | .308     | .625  |
| 2002      | ヤクルト  | 114   | 519   | 464   | 53    | 135   | 21       | 1        | 5        | 173   | 25    | 6     | 2        | 40    | 0     | 9     | 0     | 4     | 64    | 5        | .291  | .310     | .373     | .683  |
| 2003      | ヤクルト  | 140   | 643   | 543   | 78    | 154   | 20       | 1        | 7        | 197   | 44    | 11    | 3        | 50    | 5     | 38    | 1     | 7     | 78    | 10       | .284  | .336     | .363     | .698  |
| 2004      | ヤクルト  | 90    | 390   | 346   | 52    | 104   | 12       | 1        | 11       | 151   | 26    | 6     | 1        | 18    | 0     | 18    | 0     | 8     | 69    | 6        | .301  | .349     | .436     | .786  |
| 2005      | ヤクルト  | 135   | 608   | 547   | 71    | 145   | 19       | 2        | 7        | 189   | 47    | 5     | 2        | 22    | 1     | 26    | 1     | 12    | 88    | 10       | .265  | .312     | .346     | .658  |
| 2006      | ヤクルト  | 73    | 290   | 270   | 29    | 82    | 11       | 1        | 2        | 101   | 34    | 3     | 1        | 5     | 1     | 8     | 0     | 6     | 29    | 10       | .304  | .337     | .374     | .711  |
| 2007      | ヤクルト  | 131   | 514   | 464   | 42    | 139   | 18       | 3        | 5        | 178   | 39    | 3     | 1        | 23    | 0     | 22    | 4     | 5     | 55    | 16       | .300  | .338     | .384     | .722  |
| 2008      | ヤクルト  | 116   | 482   | 422   | 47    | 130   | 11       | 0        | 3        | 150   | 32    | 3     | 3        | 27    | 2     | 26    | 0     | 5     | 52    | 10       | .308  | .354     | .355     | .709  |
| 2009      | ヤクルト  | 128   | 505   | 469   | 43    | 138   | 26       | 4        | 5        | 187   | 46    | 3     | 2        | 12    | 4     | 16    | 0     | 4     | 58    | 6        | .294  | .320     | .399     | .719  |
| 2010      | ヤクルト  | 129   | 517   | 468   | 42    | 129   | 22       | 2        | 4        | 167   | 39    | 2     | 2        | 18    | 1     | 27    | 2     | 3     | 31    | 10       | .276  | .319     | .357     | .675  |
| 2011      | ヤクルト  | 136   | 518   | 474   | 30    | 143   | 17       | 1        | 2        | 168   | 35    | 2     | 1        | 19    | 2     | 17    | 0     | 6     | 37    | 14       | .302  | .333     | .354     | .687  |
| 2012      | ヤクルト  | 110   | 394   | 356   | 19    | 95    | 5        | 0        | 3        | 109   | 23    | 1     | 0        | 16    | 1     | 16    | 2     | 5     | 38    | 9        | .267  | .307     | .306     | .613  |
| 2013      | ヤクルト  | 104   | 259   | 237   | 13    | 63    | 1        | 0        | 0        | 64    | 17    | 1     | 0        | 6     | 1     | 14    | 0     | 1     | 28    | 8        | .266  | .308     | .270     | .578  |
| NPB：19年 | NPB：19年 | 2162  | 8486  | 7557  | 804   | 2133  | 271      | 27       | 62       | 2644  | 578   | 111   | 42       | 408   | 29    | 398   | 36    | 92    | 909   | 153      | .282  | .325     | .350     | .675  |

- 各年度の太字はリーグ最高、赤太字はNPBにおける歴代最高

### 五輪での打撃成績
| 年 度 | 代 表 | 試 合 | 打 席 | 打 数 | 得 点 | 安 打 | 二 塁 打 | 三 塁 打 | 本 塁 打 | 塁 打 | 打 点 | 盗 塁 | 盗 塁 死 | 犠 打 | 犠 飛 | 四 球 | 敬 遠 | 死 球 | 三 振 | 併 殺 打 | 打 率 | 出 塁 率 | 長 打 率 |
| ----- | ----- | ----- | ----- | ----- | ----- | ----- | -------- | -------- | -------- | ----- | ----- | ----- | -------- | ----- | ----- | ----- | ----- | ----- | ----- | -------- | ----- | -------- | -------- |
| 2004  | 日本  | 9     | 43    | 36    | 9     | 18    | 1        | 0        | 0        | 19    | 3     | 1     | 1        | 5     | 0     | 2     | 0     | 0     | 2     | 1        | .500  | .526     | .528     |
| 2008  | 日本  | 3     | 4     | 4     | 0     | 1     | 0        | 0        | 0        | 1     | 0     | 0     | 0        | 0     | 0     | 0     | 0     | 0     | 0     | 2        | .250  | .250     | .250     |

### WBCでの打撃成績
| 年 度 | 代 表 | 試 合 | 打 席 | 打 数 | 得 点 | 安 打 | 二 塁 打 | 三 塁 打 | 本 塁 打 | 塁 打 | 打 点 | 盗 塁 | 盗 塁 死 | 犠 打 | 犠 飛 | 四 球 | 敬 遠 | 死 球 | 三 振 | 併 殺 打 | 打 率 | 出 塁 率 | 長 打 率 |
| ----- | ----- | ----- | ----- | ----- | ----- | ----- | -------- | -------- | -------- | ----- | ----- | ----- | -------- | ----- | ----- | ----- | ----- | ----- | ----- | -------- | ----- | -------- | -------- |
| 2006  | 日本  | 3     | 3     | 3     | 1     | 2     | 1        | 0        | 0        | 3     | 2     | 0     | 0        | 0     | 0     | 0     | 0     | 0     | 0     | 0        | .667  | .667     | 1.000    |

### 年度別守備成績
| 年 度 | 球 団    | 遊撃  | 遊撃  | 遊撃  | 遊撃  | 遊撃  | 遊撃     | 二塁  | 二塁  | 二塁  | 二塁  | 二塁  | 二塁     | 三塁  | 三塁  | 三塁  | 三塁  | 三塁  | 三塁     |
| 年 度 | 球 団    | 試 合 | 刺 殺 | 補 殺 | 失 策 | 併 殺 | 守 備 率 | 試 合 | 刺 殺 | 補 殺 | 失 策 | 併 殺 | 守 備 率 | 試 合 | 刺 殺 | 補 殺 | 失 策 | 併 殺 | 守 備 率 |
| ----- | -------- | ----- | ----- | ----- | ----- | ----- | -------- | ----- | ----- | ----- | ----- | ----- | -------- | ----- | ----- | ----- | ----- | ----- | -------- |
| 1995  | ヤクルト | 10    | 5     | 10    | 0     | 2     | 1.000    | 56    | 43    | 50    | 2     | 13    | .979     | -     | -     | -     | -     | -     | -        |
| 1996  | ヤクルト | 65    | 116   | 180   | 11    | 33    | .964     | 5     | 10    | 11    | 0     | 5     | 1.000    | -     | -     | -     | -     | -     | -        |
| 1997  | ヤクルト | 115   | 185   | 356   | 4     | 64    | .993     | -     | -     | -     | -     | -     | -        | -     | -     | -     | -     | -     | -        |
| 1998  | ヤクルト | 114   | 197   | 357   | 6     | 69    | .989     | -     | -     | -     | -     | -     | -        | -     | -     | -     | -     | -     | -        |
| 1999  | ヤクルト | 131   | 215   | 409   | 9     | 76    | .986     | -     | -     | -     | -     | -     | -        | -     | -     | -     | -     | -     | -        |
| 2000  | ヤクルト | 136   | 240   | 378   | 4     | 76    | .994     | -     | -     | -     | -     | -     | -        | -     | -     | -     | -     | -     | -        |
| 2001  | ヤクルト | 125   | 198   | 425   | 9     | 87    | .986     | -     | -     | -     | -     | -     | -        | -     | -     | -     | -     | -     | -        |
| 2002  | ヤクルト | 114   | 162   | 342   | 7     | 53    | .986     | -     | -     | -     | -     | -     | -        | -     | -     | -     | -     | -     | -        |
| 2003  | ヤクルト | 140   | 188   | 460   | 8     | 80    | .988     | -     | -     | -     | -     | -     | -        | -     | -     | -     | -     | -     | -        |
| 2004  | ヤクルト | 90    | 120   | 278   | 3     | 52    | .993     | -     | -     | -     | -     | -     | -        | -     | -     | -     | -     | -     | -        |
| 2005  | ヤクルト | 135   | 211   | 447   | 3     | 85    | .995     | -     | -     | -     | -     | -     | -        | -     | -     | -     | -     | -     | -        |
| 2006  | ヤクルト | 72    | 83    | 208   | 8     | 28    | .973     | -     | -     | -     | -     | -     | -        | -     | -     | -     | -     | -     | -        |
| 2007  | ヤクルト | 129   | 160   | 354   | 5     | 53    | .990     | -     | -     | -     | -     | -     | -        | -     | -     | -     | -     | -     | -        |
| 2008  | ヤクルト | 58    | 72    | 174   | 2     | 30    | .992     | -     | -     | -     | -     | -     | -        | 56    | 45    | 98    | 2     | 5     | .986     |
| 2009  | ヤクルト | 11    | 13    | 35    | 1     | 2     | .980     | 2     | 0     | 4     | 0     | 0     | 1.000    | 118   | 68    | 197   | 2     | 16    | .993     |
| 2010  | ヤクルト | 4     | 6     | 12    | 0     | 2     | 1.000    | 1     | 2     | 4     | 0     | 1     | 1.000    | 125   | 87    | 197   | 12    | 17    | .959     |
| 2011  | ヤクルト | -     | -     | -     | -     | -     | -        | -     | -     | -     | -     | -     | -        | 132   | 92    | 199   | 1     | 18    | .997     |
| 2012  | ヤクルト | -     | -     | -     | -     | -     | -        | -     | -     | -     | -     | -     | -        | 99    | 57    | 178   | 5     | 15    | .979     |
| 2013  | ヤクルト | 3     | 2     | 3     | 0     | 0     | 1.000    | -     | -     | -     | -     | -     | -        | 52    | 32    | 95    | 3     | 9     | .977     |
| 通算  | 通算     | 1452  | 2173  | 4428  | 80    | 792   | .988     | 64    | 55    | 69    | 2     | 19    | .984     | 582   | 381   | 964   | 25    | 80    | .982     |

- 各年度の太字はリーグ最高
- 太字年はゴールデングラブ賞受賞年
- 赤太字は歴代最高

### 表彰
- ベストナイン：1回（2011年（三塁手部門））
- ゴールデングラブ賞：10回（1997年、 1999年 - 2003年（遊撃手部門）、2009年 - 2012年（三塁手部門）） ※複数部門に跨がっての10度受賞は歴代最多タイ（他に石毛宏典[注 3]）、セ・リーグ最多。三塁手部門を4年連続はセ・リーグ最長、歴代2位タイ（他に中村紀洋）
- アテネオリンピック予選アジア選手権MVP（2003年）
- 月間MVP：1回（2011年4月）
- ゴールデンスピリット賞（2013年）
- セントラル・リーグ特別功労賞（2013年）[48]
- ベスト・ファーザー イエローリボン賞 in 「プロ野球部門」 （2008年）

### 栄典
- 2006年春 紫綬褒章（WBC日本代表メンバーとして）

### 記録
初記録
- 初出場：1995年4月11日、対中日ドラゴンズ1回戦（明治神宮野球場）、6回裏に石井一久の代打で出場
- 初安打：1995年4月13日、対中日ドラゴンズ3回戦（明治神宮野球場）、8回裏にキク山田から右前安打
- 初盗塁：同上、8回裏に二盗（投手：与田剛、捕手：中村武志）
- 初先発出場：1995年4月14日、対広島東洋カープ1回戦（広島市民球場）、8番・二塁手で先発出場
- 初犠打：1995年4月21日、対阪神タイガース1回戦（福岡ドーム）、2回裏に竹内昌也から
- 初打点：1995年5月23日、対広島東洋カープ7回戦（明治神宮野球場）、8回裏に佐藤剛から左越適時二塁打
- 初本塁打：1996年9月17日、対広島東洋カープ25回戦（明治神宮野球場）、2回裏に山﨑健から左越ソロ

節目の記録
- 200犠打：2003年4月16日、対阪神タイガース5回戦（明治神宮野球場）、6回裏に藤田太陽から投手前犠打 ※史上22人目
- 1000試合出場：2003年9月28日、対横浜ベイスターズ28回戦（横浜スタジアム）、2番・遊撃手で先発出場 ※史上389人目
- 250犠打：2004年6月17日、対阪神タイガース13回戦（大阪ドーム）、3回表に藪恵壹から投手前犠打 ※史上9人目
- 1000本安打：2004年6月23日、対横浜ベイスターズ12回戦（明治神宮野球場）、8回裏にデニー友利から中前安打 ※史上221人目
- 300犠打：2007年7月24日、対広島東洋カープ12回戦（明治神宮野球場）、5回裏に黒田博樹から投手前犠打 ※史上5人目
- 1500本安打：2008年6月15日、対北海道日本ハムファイターズ4回戦（札幌ドーム）、5回表にライアン・グリンから中前安打 ※史上97人目
- 1500試合出場：2008年6月28日、対阪神タイガース10回戦（秋田県立野球場）、2番・三塁手で先発出場 ※史上159人目
- 350犠打：2010年4月9日、対阪神タイガース1回戦（阪神甲子園球場）、8回表にランディ・メッセンジャーから投手前犠打 ※史上3人目
- 2000本安打：2012年5月4日、対広島東洋カープ6回戦（明治神宮野球場）、2回裏に福井優也から中前安打 ※史上40人目（41歳5カ月で当時の歴代最高齢）
- 2000試合出場：2012年6月11日、対埼玉西武ライオンズ4回戦（明治神宮野球場）、6番・三塁手で先発出場 ※史上45人目
- 400犠打：2012年9月26日、対阪神タイガース21回戦（明治神宮野球場）、3回裏にジェイソン・スタンリッジから投手前犠打 ※史上3人目（名球会入りした選手の達成は史上初）

その他の記録
- 連続遊撃手守備機会無失策：463
2004年5月22日の対広島東洋カープ8回戦（広島市民球場）から2005年5月17日の対東北楽天ゴールデンイーグルス1回戦（フルキャストスタジアム宮城）までに記録。当時の日本記録[注 4]。
- 連続三塁手守備機会無失策：257 ※日本記録
2011年6月19日の対千葉ロッテマリーンズ4回戦（明治神宮野球場）から2012年5月1日の対横浜DeNAベイスターズ4回戦（横浜スタジアム）までに記録。
- シーズン67犠打（2001年）※世界タイ記録
- 三塁手最高守備率.997（2011年）
- オールスターゲーム出場：8回（2002年、2003年、2007年 - 2009年、2011年 - 2013年）

### 背番号
- 6（1995年 - 2013年）（準永久欠番）
  - 10（2006年WBC）
  - 36（2007年アジア野球選手権大会）
- 86（2018年 - 2019年）

### 代表歴
- 2004年アテネオリンピックの野球競技・日本代表
- 2006 ワールド・ベースボール・クラシック日本代表
- 2008年北京オリンピックの野球競技・日本代表

## 関連情報

### 著書
- 『歩-私の生き方・考え方-』小学館、2013年12月。ISBN 978-4093965255。
- 『意識力』PHP研究所、2014年3月。ISBN 978-4569816456。
- 『洞察力 弱者が強者に勝つ70の極意』ダイヤモンド社、2017年10月。ISBN 978-4478103302。

#### 共著
- 『証言 ノムさんの人間学 弱者が強者になるために教えられたこと』宝島社、2020年5月。ISBN 978-4299004833。 - 古田敦也、山﨑武司、赤星憲広 ほか
- 『師弟』講談社、2020年10月。ISBN 978-4299004833。 - 野村克也

### 参考書籍
- 『PL学園OBはなぜプロ野球で成功するのか?』（橋本清(著)、ぴあ、2009/3、PL学園の1年先輩である橋本が第2章で宮本を取材、ISBN 978-4835617282）
- 柏英樹『プロ野球選手になるには』ぺりかん社、2009年